# The Goblin Reservation
The Goblin Reservation este un roman din 1968 de Clifford D. Simak. A fost nominalizat în 1969 la Premiul Hugo pentru cel mai bun roman. Romanul prezintă un om de Neanderthal educat, un tigru cu dinți sabie biomecanic, extratereștri care se deplasează pe roți, un om care călătorește în timp cu ajutorul unui dispozitiv nesigur implantat în creier, o fantomă, troli, banshee, goblini, un dragon și chiar pe Shakespeare însuși. 
The Goblin Reservation este povestea profesorului Peter Maxwell. Aceasta are loc în viitorul îndepărtat, când Pământul a fost transformat într-o universitate planetă; o planetă unde creaturi din toate colțurile galaxiei vin să studieze și să învețe.